# Бечала, Пётр
Пётр Беча́ла (пол. Piotr Beczała род. 28 декабря 1966 года в Чеховице-Дзедзице, Польша) — польский оперный певец (тенор).

## Биография
Певец родился в Южной Польше, начальное вокальное образование получил в Академии музыки Катовице, его учителями были Павел Лисициан и Сена Юринац. После первого ангажемента в 1997 году в муниципальном театре г. Линца зачислен в штат Цюрихской оперы. В период с 2004 по 2006 год дебютировал в крупнейших оперных театрах мира. В 2004 году выступил в Лондонской королевской опере в роли Итальянского тенора («Кавалер розы» Р. Штрауса), впоследствии выходил на эту сцену в заглавной роли «Фауста», в «Риголетто», «Травиате», «Евгении Онегине», «Богеме». Американский дебют состоялся в Сан-Франциско в 2004 году, в роли Ленского («Евгений Онегин»). С партией Герцога («Риголетто») Бечала дебютировал в Ла Скала в январе 2006 года и в Метрополитен опера в декабре 2006 года.
В 2007 году за роли в «Риголетто», «Кавалере розы» и «Вертере» удостоен премии Оперного фестиваля в Мюнхене.

## Репертуар
Репертуар певца включает множество самых популярных романтических оперных партий, таких как: Альфред («Травиата»), Герцог Мантуанский («Риголетто»), Риккардо («Бал-маскарад»), Эдгар («Лючия ди Ламмермур»), Рудольф («Богема»), заглавные партии в операх «Вертер» и «Фауст», Ромео («Ромео и Джульетта»), Ленский («Евгений Онегин»), Тамино («Волшебная флейта»), Дон Оттавио («Дон Жуан»), Итальянский певец («Кавалер розы»), Камилл («Веселая вдова»). Последние работы певца добавили к репертуару партии де Грие («Манон») и Гофмана («Сказки Гофмана»).

## Дискография
Работы Петра Бечалы многократно изданы крупнейшими звукозаписывающими компаниями. Запись спектакля «Травиата» в Мюнхене, изданная компанией Farao, номинирована на Грэмми в 2008 году. Лейбл Accord издал такие редко исполняемые произведения как «Король Рогер» Шимановского и «Рейнская ундина» Оффенбаха. Мариинский театр под собственной маркой выпустил запись оперы «Лючия ди Ламмермур». На DVD издана серия спектаклей Цюрихской оперы, «Лючия ди Ламмермур» в Метрополитен-опера и другие работы певца.

## Избранные видеозаписи
- «Волшебная флейта» Вольфганта Амадея Моцарта (Тамино); реж. Бенно Бессон, дир. Иван Фишер.